# Ferro de llança
El ferro de llança o, simplement, ferro és la punta de la llança, que comprèn la fulla i el cub amb què s'assegura l'asta.
Les puntes metàl·liques de les armes d'asta, dels estendards i de les banderes també reben el nom de ferro. Antigament, es reservava el terme a les fulles de les armes d'asta, els metalls de la qual eren de formes molt variades; i particularment s'ha aplicat a les puntes de metall agusades de les diferents classes de llança.

## Galeria

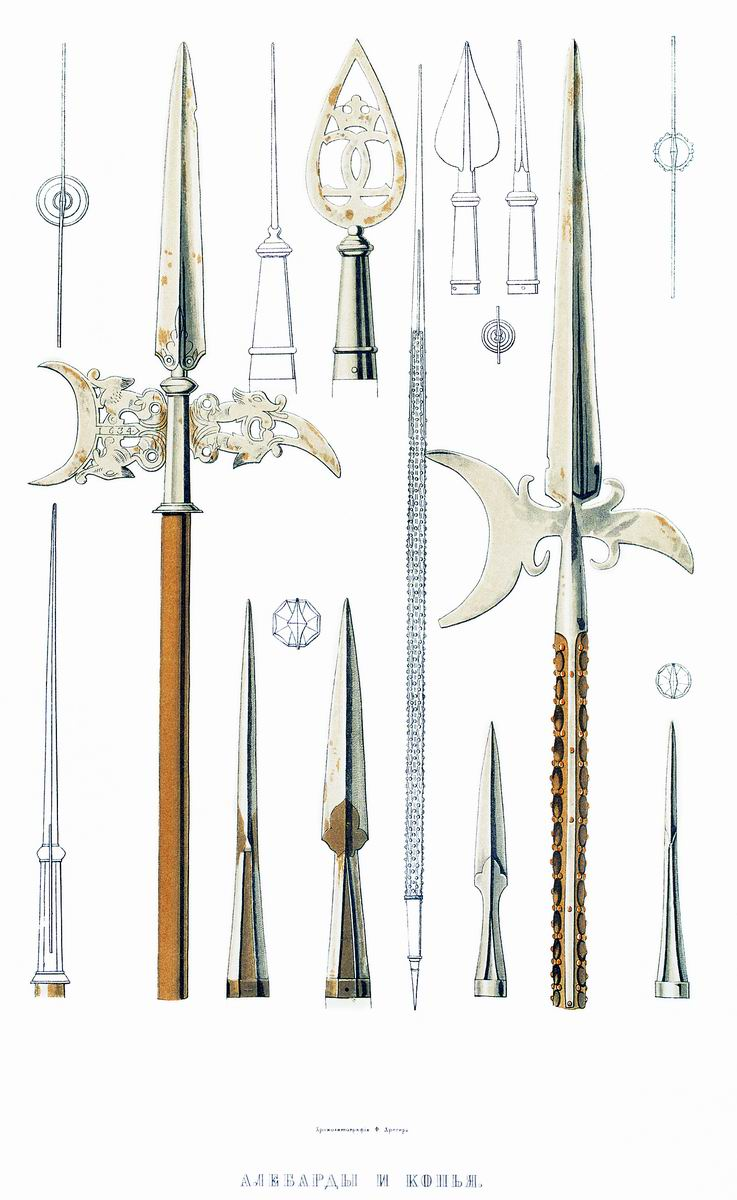
Alabardes i llances
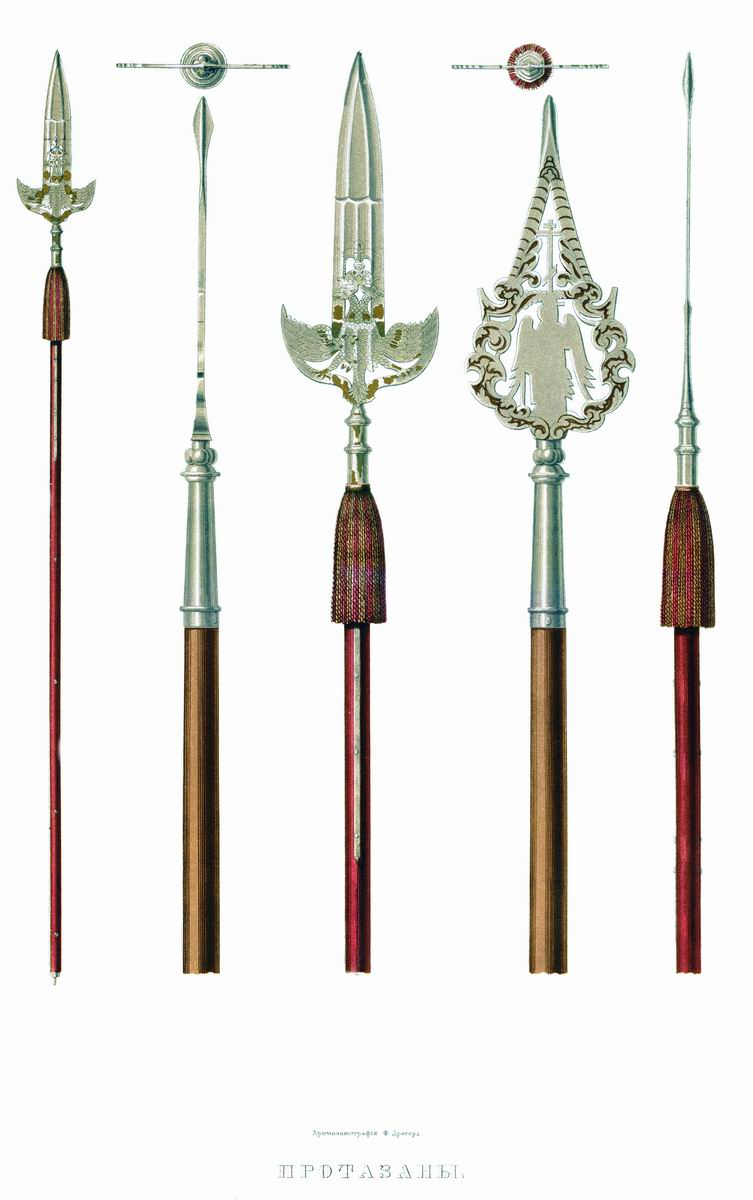
Espuntons
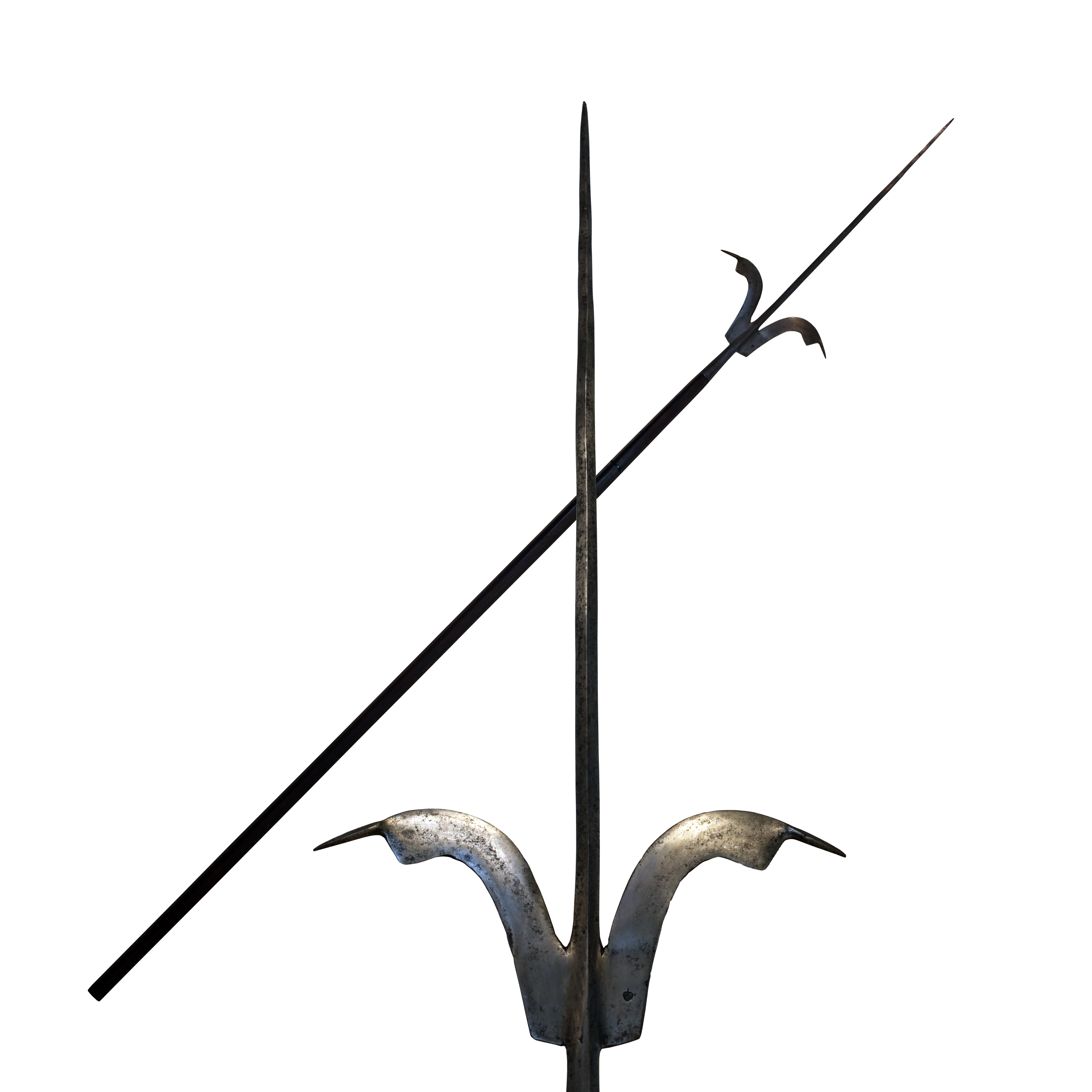
Corsesca
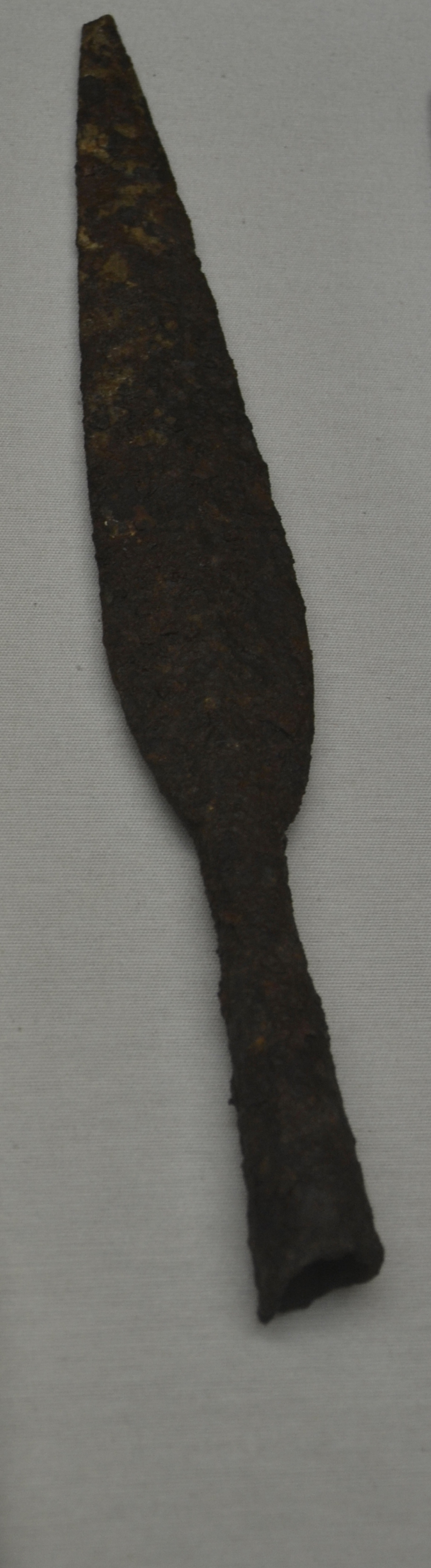
Punta de llança ibera de la Bastida de les Alcusses (Museu de la Prehistòria de València)